# Veritas Pensionsförsäkring
Pensionsförsäkringsaktiebolaget Veritas (Veritas Pensionsförsäkring) är ett finländskt arbetspensionsförsäkringsbolag, och ett av de äldsta fortfarande verksamma försäkringsbolagen i Finland. Veritas Pensionsförsäkring erbjuder arbetspensionstjänster till arbetsgivare (ArPL-försäkring) och företagare (FöPL-försäkring) inom den privata sektorn.  
Veritas tar hand om över 112 000 människors arbetspensionsskydd. I slutet av 2019 försäkrade Veritas cirka 62 000 anställda och 13 000 företagare.

## Historia
Veritas grundades i Åbo år 1905 under namnet Verdandi. Bolaget har idkat lagstadgad pensionsförsäkringsverksamhet sedan 1962, när lagen om pension för arbetstagare trädde i kraft. År 1970 utvidgades tjänsterna till att omfatta även företagarnas pensionsförsäkringar. 
Under åren 2001-2006 bildade Veritas Pensionsförsäkring Veritas-gruppen tillsammans med Veritas Livförsäkring, Veritas Skadeförsäkring och Fondtorget AB. Veritas Livförsäkring och Veritas Skadeförsäkring har sedan början av år 2009 hört till Aktia-koncernen. Fondtorget AB ägs i sin tur numera av Odin Förvaltning AS. 
Veritas Pensionsförsäkring och Pensions-Alandia gick samman år 2019.

## Placeringsverksamhet
Arbetspensionsbolagen placerar en del av de medel som samlats in för framtida pensioner. I sin placeringsverksamhet utnyttjar Veritas olika avkastningskällor och sprider placeringarna internationellt i olika tillgångsklasser. Veritas placerar i räntor, aktier, fastigheter och andra alternativa objekt.

## Förvaltning
Veritas är ett onoterat aktiebolag. Veritas ägs av följande stiftelser och föreningar:
- Stiftelsen för Åbo Akademi 19,84 %
- Stiftelsen Eschnerska Frilasarettet 19,59 %
- Svenska Litteratursällskapet i Finland rf 12,94 %
- Föreningen Konstsamfundet rf 10,51 %
- Försäkringsaktiebolaget Alandia 10,05 %
- Folkhälsan 9,94 %
- Svenska Folkskolans Vänner rf 7,88 %
- Signe och Ane Gyllenbergs stiftelse 7,19 %
- Fonder, stiftelser, föreningar och privatpersoner 2,06 %